# Mehdi Khelfouni
Mehdi Khelfouni (en arabe : مهدى خلفوني) est un footballeur algérien né le 14 février 1976 à El Biar dans la wilaya d'Alger et mort le 30 novembre 2020 à Alger. Il évoluait au poste d'allier droit.

## Biographie
Il évolue en première division algérienne avec les clubs de l'USM Alger, du RC Kouba et du CR Belouizdad.
Il est décédé le 30 novembre 2020 à la suite d'une contamination de la maladie du Covid-19.

## Palmarès
USM Alger
- Championnat d'Algérie (1) :
  - Champion : 1996-96.

- Coupe d'Algérie (2) :
  - Vainqueur : 1996-97 et 1998-99.